# Dopage dans le football
Le dopage dans le football consiste, pour les joueurs, à faire appel à des substances ou à des pratiques interdites dans le but d'améliorer leurs résultats en compétition.

## Histoire
La Fédération internationale de football association introduit les contrôles sanguins en 2002, avant de les retirer pour les Coupes du monde 2006 et 2010. Elle ratifie le code de l'Agence mondiale antidopage (AMA) à l'approche de la Coupe du monde 2006, ce qui fait du football le dernier sport olympique à procéder ainsi. Le passeport biologique est introduit pour la Coupe du monde 2014.

## Affaires de dopage

### Années 1920
En 1925, Arsenal rencontre West Ham United en Coupe d'Angleterre. Arsenal avait terminé la saison précédente à la 19e place et le manager Leslie Knighton était pessimiste quant à ses chances de gagner. Il se procure des pilules auprès d'un "éminent médecin du West End" et les teste lui-même. Après en avoir pris une, il "sentait qu'il pouvait abattre un mur avec ses poings". Il les donne à son équipe qui, selon ses mémoires de 1948, se transforme en "jeunes lions pleins de vie".. Malheureusement pour eux, le match fut reporté à cause du brouillard et se termina finalement par un match nul le lendemain.

### Années 1950
En 1958, Gerardo Ottani (it), ancien footballeur de Bologne qui se reconvertit en médecin, mène une enquête. Ses résultats indiquent que 27 % des footballeurs italiens consomment des amphétamines, 62 % des stimulants du cœur ou de la respiration, et enfin que 68 % utilisent des  stéroïdes anabolisants et des hormones.
Une étude intitulée "Doping in Germany from 1950 to today", publiée en août 2013, affirme que certains membres de l'équipe nationale allemande ont reçu des injections lors de leur victoire à la coupe du monde de 1954. Erik Eggers, qui a écrit sur la période préanabolique dans l'étude, était sûr que les injections ne contenaient pas de vitamine C ("Ils auraient pu simplement manger une orange"), mais a supposé qu'elles contenaient de la Pervitine : "Si vous regardez les rapports des journaux de l'époque et aussi l'environnement scientifique sportif, ainsi que les descriptions du médecin de l'équipe Franz Loogen, vous devez supposer que des amphétamines ont été administrées." L'étude indique également que le Pervitin (une substance supérieure, également utilisée massivement par les soldats pendant la Seconde Guerre mondiale) était très répandu dans le football allemand dans les années 1940. L'étude, qui compte 800 pages et a coûté 450 000 euros, a été réalisée par l'université Humboldt de Berlin et financée par l'institut des sciences du sport,,,.

### Années 1960
Dans les années 1960, l'Inter Milan connaît sa plus grande période de succès, connue sous le nom de [La] Grande Inter ("Grand Inter"), sous la direction d'Helenio Herrera. Il a remporté sept trophées avec le club. En 2004, Ferruccio Mazzola, joueur de l'Inter pendant cette période, l'a accusé d'avoir distribué des drogues améliorant les performances, notamment des amphétamines, aux joueurs de l'équipe, en particulier aux joueurs remplaçants "qui servaient souvent de cobayes pour essayer de nouvelles pilules et voir si elles fonctionnaient". Lorsqu'il découvrait que certains membres de l'équipe recrachaient les pilules, il les dissolvait dans du café pour s'assurer qu'elles étaient consommées, une pratique connue sous le nom de Caffè di Herrera ("Café d'Herrera"). En 2010, l'Inter a poursuivi Mazzola en justice mais a perdu le procès, le tribunal l'ayant cru. L'une des raisons pour lesquelles il s'est exprimé était les graves problèmes de santé et/ou les décès de certains de ses anciens membres : Giuliano Taccola, Armando Picchi, alors capitaine de l'équipe (mort à 36 ans des suites d'un cancer), Marcello Giusti, Carlo Tagnin, Mauro Bicicli, Ferdinando Miniussi, Enea Masiero et Pino Longoni. En 2015, son frère Sandro, qui avait tout nié au début, a admis que les incidents s'étaient produits.

### Années 1970
Selon des témoins de l'époque, des drogues destinées à améliorer les performances ont été utilisées régulièrement, principalement à l'Ajax, au Feyenoord et à l'AZ Alkmaar pendant les matches de compétition, y compris les Coupes intercontinentales de 1970 et 1972 remportées par les deux premiers clubs cités. Jan Peters a raconté qu'il prenait des drogues avant les grands matches. Elles semblaient fonctionner, car il ressentait un regain d'énergie et de l'euphorie. Johnny Rep, ancien joueur de l'Ajax, a affirmé que "tout le monde prenait quelque chose". Il a raconté que des injections avaient été faites à tout le monde le 1er novembre 1979, avant un match de son équipe, Saint-Etienne, contre le PSV Eindhoven. Pierre Poty, médecin du club à l'époque, a également révélé qu'il travaillait avec des uppers et qu'il en expliquait les effets fantastiques. Fritz Kessel, également médecin, a travaillé pendant 30 ans pour l'équipe nationale néerlandaise et a révélé que les drogues étaient courantes lors des Coupes du monde de la FIFA 1974 et 1978. Il a répondu à Guido Derksen, auteur de Voetbal Myseries, qui a écrit que les joueurs "consommaient des tonnes d'amphétamines",.
Une commission d'enquête de la médecine sportive de Fribourg affirme que les clubs de football de Stuttgart et de Fribourg fonctionnaient avec Anabolika à la fin des années 1970 et dans les années 1980. Le VfB Stuttgart a commandé Anabolika au moins une fois,,.

### Années 1980
Mohammed Kaci Saïd, Djamel Menad, Tedj Bensaoula, Medi Cerbah, Mohamed Chaib, Salah Larbès, Abdelkader Tlemçani, membres de l'équipe nationale algérienne dans les années 1980, affirment qu'on leur a administré des médicaments pour améliorer leurs performances. Ils pensent que c'est la raison pour laquelle ils ont tous eu des enfants handicapés. Chaib, père de trois enfants handicapés, a réclamé les dossiers médicaux et s'est vu répondre qu'ils n'existaient plus. Rashid Hanafi, médecin de l'équipe à l'époque, soupçonne lui aussi des pratiques suspectes. Il a déclaré à CNN qu'il n'était "plus autorisé à consulter les dossiers médicaux des joueurs depuis que Rogov a pris ses fonctions d'entraîneur en 1981". Alexander Tabartschuk, médecin principal de l'équipe, a déclaré qu'il ne remettait que des vitamines. L'Algérie a été victime de la disgrâce de Gijón en 1982 et a remporté la Coupe d'Afrique huit ans plus tard,,.
En 1987, Toni Schumacher a écrit sur une longue tradition de dopage dans la Bundesliga, affirmant que de nombreux joueurs prenaient du Captagon. Il en a lui-même fait l'expérience et les effets ont été les suivants : Augmentation de l'agressivité, abaissement du seuil de la douleur, augmentation de la concentration, de la confiance et de l'endurance. L'effet secondaire était des problèmes de sommeil. À Cologne, il conduisait ses collègues chez le médecin qui leur donnait des pilules et des injections, probablement des anabolisants et des stimulants. Dans l'équipe nationale, il a parlé d'un "chimiste ambulant" et de l'utilisation d'hormones. Malgré le soutien de Paul Breitner, il doit quitter Köln après 544 matches. Plus tard, ses déclarations sur le dopage en Bundesliga ont été soutenues par Per Roentved, Hans Werner Moors, Dieter Schatzscheider, Hans-Josef Kapellmann, Peter Neururer, Benno Möhlmann, Uwe Nester, Peter Geyer (qui a parlé de la procédure, de la quantité et des effets secondaires), Jürgen Röber, Jürgen Stumm et Peter Harms (tous deux médecins),.

### Années 1990
En janvier 2006, Jean-Jacques Eydelie, ancien joueur de l'Olympique de Marseille, déclare dans le magazine L'Équipe que lui et plusieurs de ses coéquipiers auraient reçu des injections avant la finale de la Ligue des champions de l'UEFA 1992-1993. L'ancien président du club marseillais, Bernard Tapie, intente une action en justice contre le journal et Eydelie pour avoir publié des articles suggérant des prises de substances dopantes aux joueurs. Plus tard, Marcel Desailly, Chris Waddle et Tony Cascarino ont révélé qu'ils prenaient des stimulants avant leurs grands matchs, ce qui les rendait plus énergiques et plus enthousiastes. L'auteur Mondenard a également mentionné des "injections pour tout le monde". Tapie a seulement admis que certains joueurs prenaient du Captagon,,,,.
Dans la lignée de l'affaire des veuves du calcio, la justice italienne s'intéresse particulièrement à la Juventus de Turin. Une perquisition dans les locaux permet de mettre au jour 281 références dans la pharmacie du club, ce qui correspond à ce que l'on peut trouver dans un hôpital. En 2004, Ricardo Agricola, médecin chef de l'équipe à l'époque des faits, est condamné à un an et dix mois de prison, ainsi qu'à l'interdiction d'exercer pour fraude sportive. Il sera acquitté en appel, le dopage n'étant pas inclus dans la définition de fraude sportive à l'époque des faits. Des documents d'expertises révélés par le journal Le Monde montraient une augmentation de 15 % en trois mois de l'hématocrite de Didier Deschamps, joueur de la Juve à l'époque des faits. Or, selon le rapport de l'hématalogue Giuseppe D'Onofri, une augmentation supérieure à 4 % est un signe de stimulation exogène. Il concluait à l'utilisation systématique et intensive d'EPO à partir de l'étude des paramètres sanguins de 49 joueurs du club.

### Années 2000
Quelques athlètes de la ligue italienne de football de haut niveau ont été pris en flagrant délit de valeurs trop élevées de Nandrolon. Parmi eux se trouvaient Pep Guardiola, Edgar Davids, Frank de Boer et Jaap Stam,,.
L'ancien milieu de terrain de Parme, Matias Almeyda, a fait des révélations sur les prétendues vitamines qu'on lui donnait à Parme : "Ils disaient que c'était un mélange de vitamines, mais avant d'entrer sur le terrain, j'étais capable de sauter aussi haut que le plafond". Il a également fait état de problèmes d'alcool et de menaces de la mafia,.
Le journal français Le Monde a affirmé qu'au cours de l'enquête sur l'Opération Puerto, une opération de dopage principalement axée sur le cyclisme, de nombreux documents ont été trouvés sur les "plans de préparation saisonniers" du Real Madrid et du Barcelona qui comprennent des notations suggérant des pratiques de dopage.  Des sources suggèrent que sur les 200 sportifs impliqués dans l'opération Puerto, environ 50 étaient des cyclistes (y compris des noms notables tels que Ivan Basso et Tyler Hamilton) et les 150 restants appartenaient à d'autres codes sportifs, y compris le football. Les joueurs de football n'ont jamais été poursuivis dans le cadre de l'enquête, ce qui a donné lieu à des allégations de deux poids deux mesures entre les sports.
En 2013, il a été annoncé que Fuentes recevait jusqu'à 327 000 euros par an de la part de la Real Sociedad. Cela a été détecté par les auditeurs de Ernst & Young à la demande d'Iñaki Badiola, président du club en 2008. La documentation du médecin contenait également les inscriptions "RSOC" à plusieurs reprises et "Cuentas [factures] Asti", qui représente probablement Astiazarán, président du club de 2000 à 2005. En 2003, la Real Sociedad a terminé deuxième du championnat d'Espagne, manquant le titre de deux points,,,.

### Années 2010
En 2018, Samir Nasri, sans club au moment de l'annonce de la sanction, est suspendu 6 mois par l'Union des associations européennes de football (UEFA) pour une perfusion intraveineuse de vitamines reçue à Los Angeles, aux États-Unis, méthode prohibée par l'Agence mondiale antidopage (AMA). Sa suspension est même allongée à 18 mois. Une fois sa suspension purgée, Nasri signe un contrat, le 1er janvier 2019 de six mois avec le club anglais de West Ham United.
Au moins 10 % des footballeurs professionnels de Suède, d'Allemagne et d'Espagne ont consommé des produits dopants en 2014. 93 % d'entre eux ont été contrôlés une fois ou jamais cette année-là. C'est ce qui ressort d'une analyse de questionnaires strictement anonymes remplis par 124 athlètes. Cette étude a été menée par Lotfi El Bousidi, qui a joué pour Torrevieja et Mainz 05. Il a utilisé la technique de réponse aléatoire, que les statisticiens considèrent comme idéale pour les questions délicates.

### Années 2020
Alejandro Dario Gómez a été contrôlé positif à la terbutaline en 2023. Quelques mois plus tard, le test de Paul Pogba révèle une augmentation de la valeur de la testostérone. Les champions du monde ont été employés à Monza et à la Juventus.

### Veuves du calcio
L'affaire dite des veuves du calcio, est une affaire lancée dès 1998 en Italie. Elle se penche sur un nombre apparemment important de décès prématurés chez d'anciens joueurs professionnels du championnat d'Italie. Raffaele Guariniello, juge chargé de l'affaire, commande une enquête approfondie sur les joueurs ayant évolué dans les deux premières divisions italiennes, entre les années 1960 et 1996. Le corpus de l'enquête recense 24 000 joueurs, chez qui, notamment, la prévalence de certains cancers (côlon, foie, thyroïde, leucémies, scléroses) est 2 à 10 fois plus importante que dans le reste de la population.

## Controverses
En comparaison avec d'autres disciplines, le football semble plutôt épargné par les affaires de dopage. Ce faible nombre de cas est surprenant compte tenu des enjeux sportifs et financiers, et les instances internationales et nationales du football sont régulièrement accusées d'entretenir l'omerta sur le sujet,. Ainsi, l'ancienne ministre des Sports française, Marie-George Buffet, raconte les pressions qu'elle a reçues lors de la Coupe du monde 1998 en France. Quant au journaliste Jonathan Sachse, il s'étonne de la difficulté, voire de l'interdiction, de s'approcher des poubelles des équipes lors de l'Euro 2016.